# Грэм, Кэтрин Ли
Кэтрин Ли Грэм (англ. Katherine Lee Graham; род. 30 апреля, 1997 года) — американская модель и победительница конкурса красоты Юная мисс США 2014. Известна также, как K. Ли Грэм.

## Биография
Родилась 30 апреля, 1997 года в городе Чапин, штат Южная Каролина. Была второй из пятерых детей в семье Рэнделла и Дженифер Грэхем. Сокращённым именем до одной буквы "К", стало после того, как старшая сестра, не могла, будучи ребёнком произнести её полное имя.

## Конкурсы красоты
Участвовала в конкурсе красоты Юная мисс Южная Каролина 2013 и стала лишь Четвёртой Вице Мисс. В 2014 году приняла участие в конкурсе и стала победительницей, обойдя соперницу из Миссисипи.

## Личная жизнь
С 2011 года является вегетарианкой. Нравится посещать театр, пение, танцы и актёрское искусство. Ведёт блог, посвящённый расширению прав и возможностей женщин и девушек, под названием Live Beautifully. Окончила Университет Южной Каролины.